# Revolution Foods
Revolution Foods — американская компания, которая обеспечивает школы здоровым и доступным питанием (еженедельно поставляет свыше миллиона свежеприготовленных порций в начальные школы по всей стране). Также Revolution Foods продвигает свои упакованные продукты через сетевые магазины. Особенностью сбалансированного школьного питания от Revolution Foods является отсутствие в нём гормонов, транс-жиров, кукурузного сиропа с высоким содержанием фруктозы, искусственных красителей, консервантов и ароматизаторов, низкое содержание натрия, что положительно сказывается на здоровье подростков.
Revolution Foods является первой американской компанией, которая построила успешную и эффективную бизнес-модель на здоровом школьном питании. Она обеспечила экологическими продуктами школьников государственных школ, многие из которых проживают в семьях с низкими доходами и не могут позволить себе в повседневной жизни качественное и полезное, но более дорогое питание. В 2011 году американский президент Барак Обама назначил соучредителя Revolution Foods Кристин Ричмонд в свой совет при Белом доме, который занимается решением насущных социальных проблем региональных сообществ. 

## История
Revolution Foods начала свою деятельность в 2006 году в области залива Сан-Франциско и к 2012 году распространила операции на восемь штатов и Вашингтон (компания поставляла завтраки и обеды в 600 школ, получив прибыль в 50 млн долларов). Revolution Foods основали две матери и бывшие школьные учительницы Кирстен Тоби и Кристин Ричмонд, разработавшие концепцию удобных и доступных продовольственных комплектов, богатых фруктами, овощами, высококачественными белками и цельными зерновыми. Ассортимент включал привычные для детей пиццу, крекеры, снэки, чипсы, попкорн с различными дополнениями (сыр, ветчина, индейка, арахисовое масло, фруктовые желе, свежие фрукты и овощи, фасоль), а также куриные крылышки, приготовленные без использования фритюра. Весной 2013 года Revolution Foods обслуживала уже около тысячи школ, преимущественно государственных.
Revolution Foods проводит постоянные исследования вкусовых предпочтений американских школьников, а также широкую разъяснительную работу о пользе здорового питания. Кроме того, компания инвестирует средства в производителей здоровой и органической пищи, в фермерские хозяйства и плантации.